# Vladislav Pávlovich
Vladislav Yúrievich Pávlovich –en ruso, Владислав Юрьевич Павлович– (Moscú, 17 de marzo de 1971) es un deportista ruso que compitió en esgrima, especialista en la modalidad de florete.
Participó en los Juegos Olímpicos de Atlanta 1996, obteniendo una medalla de oro en la prueba por equipos (junto con Ilgar Mamedov y Dmitri Shevchenko). Ganó una medalla de plata en el Campeonato Mundial de Esgrima de 1995, también por equipos.

## Palmarés internacional
| Juegos Olímpicos   | Juegos Olímpicos         | Juegos Olímpicos | Juegos Olímpicos    |
| Año                | Lugar                    | Medalla          | Prueba              |
| ------------------ | ------------------------ | ---------------- | ------------------- |
| 1996               | Atlanta (Estados Unidos) | Medalla de oro   | Florete por equipos |
| Campeonato Mundial |                          |                  |                     |
| Año                | Lugar                    | Medalla          | Prueba              |
| 1995               | La Haya (Países Bajos)   | Medalla de plata | Florete por equipos |